# Karel Koželuh
Karel Koželuh (* 7. März 1895 in Prag; † 27. April 1950 ebenda) war ein tschechoslowakischer Weltmeister im Profi-Tennis, Europameister im Eishockey und Fußballspieler für die österreichische und tschechoslowakische Nationalmannschaft auf der Position eines Mittelstürmers in den 1920er und 1930er Jahren.

## Karriere als Fußballspieler
Karel Koželuh war ein Allround-Talent und begann bereits in seiner Jugend mit der Ausübung mehrerer Sportarten. Bevor er mit dem Fußballspielen begann, versuchte er sich auch im Rugby und entdeckte im Alter von 16 Jahren seine Liebe zum Tennis. Während seine fünf Brüder sich sehr früh für das Tennisspiel entschieden, zog es Karel vorerst zum Fußballsport, wobei er aber auch immer wieder verschiedene Sportarten nebeneinander betrieb. Als Mittelstürmer spielte Koželuh ab 1914 für die bekannten Prager Vereine DFC und Sparta, in den 1920er Jahren für den Wiener AC sowie kurzzeitig auch für den Teplitzer FK. Dazwischen war er 1919 auch als Trainer bei HAŠK Zagreb tätig. Mit dem DFC Prag, der in dieser Zeit zu den besten Fußballvereinen in Europa zählte, spielte er in freundschaftlichen Begegnungen des Öfteren auch gegen die starken Wiener Vereine. 1917 berief ihn Verbandskapitän Hugo Meisl erstmals in die österreichische Fußballnationalmannschaft ein.
Sein Debüt für Österreich gab der Prager am 4. November 1917 gemeinsam mit seinem DFC-Vereinskollegen, Karel Wilda, bei der 1:2-Heimniederlage gegen Ungarn in Wien. Sein bestes Spiel für Österreich absolvierte er 1918 beim 5:1-Erfolg über die Schweizer Nationalmannschaft in Wien. Bereits in der ersten Halbzeit drang er immer wieder in den gegnerischen Strafraum vor und leitete durch eine schöne Vorlage zu Wilda auch den Führungstreffer für seine Mannschaft ein. In der 80. Minute gelang ihm mit dem Tor zum 3:1 noch die Krönung seiner Leistung. Die weiteren Tore gegen die Schweiz erzielten Karel Wilder, Jan Studnicka und Edi Bauer. Die Stärke Koželuhs und seines Vereins DFC Prag zu jener Zeit vermittelt auch die Aufstellung der Österreicher in Koželuhs drittem Länderspiel, das am 2. Juni 1918 in Budapest ausgetragen wurde, aber trotz des Paradesturms des DFC mit Koželuh, Wilda, Feller und Steuer gegen die damals fast unschlagbaren Ungarn mit 0:2 verloren ging. Noch im selben Jahr, am 2. Oktober, trat Karel Koželuh zum letzten Mal für das Team von Hugo Meisl an und verlor wiederum gegen den Erzkonkurrenten Ungarn mit 0:3.
Nach dem Zerfall der Habsburger Monarchie spielte Karel Koželuh ab 1919 bis 1923 für die neu entstandene 1. Tschechoslowakische Republik, wo er auch immer wieder auf andere tschechoslowakische Spieler wie Josef Sedlacek oder Jan Vaník traf, die während ihrer Karriere auch im österreichischen Nationalteam aufgeboten wurden. Eines seiner besten Spiele für die tschechoslowakische Nationalmannschaft absolvierte er am 11. Juni 1923 beim 3:0-Erfolg gegen Dänemark im Idrætsparken in Kopenhagen. Ein Glanzlicht seiner Fußballkarriere war auch der 5:1-Sieg gegen Italien im selben Jahr in Prag. Große Erfolge konnte Karel Koželuh aufgrund dessen, dass es zu jener Zeit weder Welt- noch Europameisterschaften im Fußball gab, aber mit keiner Nationalmannschaft feiern.

## Wechsel zum Eishockey
Während seiner Zeit als Fußballer bei Sparta Prag absolvierte er auch immer öfter Spiele in der Eishockeymannschaft des Vereins und schaffte es auch in dieser Sportart bis in die tschechoslowakische Nationalmannschaft. Aufgrund seines Erfolges im Eishockey gab er 1923 seine Karriere als Fußballspieler endgültig auf und konzentrierte sich – neben seiner Leidenschaft Tennis – nunmehr auf das Spiel mit dem Puck. Noch im selben Jahr nahm Koželuh, gemeinsam mit dem ebenfalls aus dem Lager der Fußballer stammenden Karel Pesek-Káda, mit der tschechoslowakischen Eishockey-Nationalmannschaft an den Europameisterschaften teil und belegte mit seinem Team den dritten Rang hinter Frankreich und Schweden. Noch besser lief es für den universellen Sportsmann zwei Jahre darauf bei den Europameisterschaften von 1925, als er mit der tschechoslowakischen Mannschaft vor Österreich und der Schweiz sogar Europameister wurde. Dass er aber durchwegs kein „Mitläufer“, sondern einer der wertvollsten Spieler seines Teams war, bewies er mit dem Siegestreffer im letzten Spiel gegen die Schweiz, das den Triumph für die Tschechoslowakei erst ermöglicht hatte. Trotz dieser großen Erfolge beendete er 1925 seine kurze Karriere als Eishockey-Crack und tauschte den Eishockey-Schläger endgültig gegen das Tennis-Racket aus. Er war allerdings noch als Eishockeytrainer tätig, so trainierte er im Januar 1926 die Mannschaft des Bayerischen Meisters SC Riessersee.

## Karriere als Tennisspieler
Bereits während seiner Tätigkeit als Eishockeyspieler bestritt Koželuh regelmäßig Tennisturniere als Amateur und hatte bereits einige Erfolge. 1912 siegte er mit 6:2 und 6:3 in Wiesbaden gegen Roman Najuch. Nach dem Europameistertitel im Eishockey konzentrierte er sich ausschließlich auf den Tennissport und wechselte noch im selben Jahr in den Profibereich. Bereits im ersten Jahr als Profi gewann er 1925 als Dreißigjähriger das Einzel bei den French Pro Championships und kürte sich auch zum Tennis-Profi-Weltmeister.
Koželuh entwickelte sich zu einem der besten und bekanntesten Spieler im Tennissport und wurde wegen seiner tänzerischen Beinbewegungen und seiner Schnelligkeit, die er sich in den Jahren zuvor als Fußballstürmer antrainiert hatte, als der Fred Astaire am Centercourt bezeichnet. Zu einem Spiel im New Yorker Madison Square Garden gegen Bill Tilden kamen damals sogar mehr als 17.000 Zuschauer. Bekannt war der Prager auch für seine Aufschlagstärke sowie für seine Ausdauer, mit der er als „Defensivspieler“ vor allem am Netz seine Kontrahenten oft verzweifeln ließ.
1928 zog er ins Endspiel bei den MFS Pro Championships in Boston (United States Pro Championship) ein, unterlag aber ebenso wie im Jahr 1930 dem US-Amerikaner Vincent Richards. Dafür gelang dem Rechtshänder in den Jahren bis 1930 fünfmal in Folge die Verteidigung seines Titels bei den French Pro Championships. Seinen letzten Triumph in diesem Turnier feierte er 1932. Im selben Jahr gewann er auch noch die Europäische Profi-Tour und nach 1929 zum zweiten Mal den Titel bei den U.S. Pro Championships. 1934 und 1935 scheiterte er bei den U.S. Pro erst in den Finalspielen gegen Hans Nüsslein und den damaligen Superstar Bill Tilden. Nach seinem letzten Finalsieg bei diesem Turnier gegen Bruce Barnes im Jahr 1937 ließ der so erfolgreiche Sportsmann seine (bereits dritte) Karriere langsam ausklingen. Nach seiner aktiven Laufbahn betreute er als Trainer u. a. den US-Amerikaner Don Budge, das amerikanische und von 1947 bis 1949 auch das tschechoslowakische Davis-Cup-Team. Am 27. April 1950 kam Karel Koželuh bei einem Verkehrsunfall im Prager Stadtteil Klánovice auf tragische Weise ums Leben.

## Ehrungen
Im Juli 2006 wurde Karel Koželuh, mehr als fünfzig Jahre nach seinem Ableben, mit der Aufnahme in die International Tennis Hall of Fame die höchste Würdigung im Tennissport zuteil. Das Tschechische Nationalmuseum (Národní Muzeum) würdigte diesen Anlass im Juli 2006 mit einer Ausstellung der gewonnenen Trophäen des Tennisidols.

## Titel und Erfolge

### Fußball
- 4 Länderspiele und 1 Tor für die Österreichische Fußballnationalmannschaft
- 2 Länderspiele und 1 Tor für die Tschechoslowakische Fußballnationalmannschaft

### Eishockey
- Europameister 1925
- Bronzemedaille bei den Europameisterschaften 1923

### Tennis
- 7 × French Professional Singles Champion: 1925, 1926, 1927, 1928, 1929, 1930, 1932
- 1 × European Professional Tour Champion: 1932
- 3 × U.S. Pro Singles Champion: 1929, 1932, 1937
- 1 × U.S. Pro Doubles Champion: 1929
- 1 × World Professional Tennis Title: 1925